# 이케바나

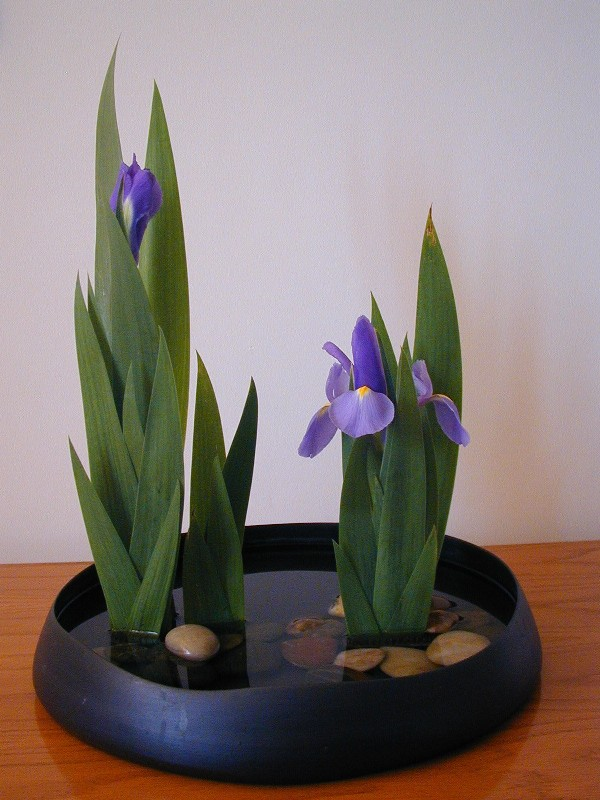
꽃꽃이

이케바나는 일본의 전통적인 꽃꽂이를 말한다. 6세기에 처음 중국에서 일본으로 들어온것으로 알려져 있다.

## 같이 보기
- 탄생화
- 꽃장식
- 꽃말
- 와비·사비